# Національна академія оборони Латвії
Національна академія оборони Латвії (латис. Latvijas Nacionālā aizsardzības akadēmija) — вищий військовий державний навчальний заклад у Латвії.
Була створена як Військова школа 13 вересня 1919 року, як академія була заснована 13 лютого 1992 року.
Основним завданням Академії є підготовка професійно освічених командних і військових спеціалістів для державної оборони Латвії, організація та проведення досліджень у галузі державної оборони та безпеки. Національна академія оборони реалізує професійні програми бакалаврату (військове управління сухопутними військами, військове управління військово-морськими силами, військове управління військово-повітряними силами), програму вищої професійної освіти другого рівня "Офіцер командного складу", програму професійної магістратури "Військове управління та безпека", а також проводить навчання на кваліфікаційних/кар'єрних курсах. В Академії діють такі кафедри: кафедра спорту, кафедра тактики, кафедра технічних наук, кафедра політичного управління та політології.
Національна академія оборони Латвії має власний прапор, герб, гімн і девіз — Per aspera ad astra (Крізь терня до зір).
Академія забезпечує курсантів усіх навчальних програм: зарплатою солдата, добовими та надбавкою на оренду житла, соціальними гарантіями солдата, проживанням у гуртожитку та можливістю користуватися спортивним комплексом Академії. Після закінчення навчання випускникам базових курсів "Командир" та "Офіцер-спеціаліст" анулюються студентські кредити, якщо вони продовжили навчання у цивільному вищому навчальному закладі. Усім випускникам Академії гарантується місце в підрозділах Збройних сил Латвії.

## Навчальні програми
- Освітня програма підготовки професійних бакалаврів "Військове керівництво Сухопутних військ". (Ступінь професійного бакалавра за спеціальністю "Військове управління Сухопутних військ" та професійна кваліфікація "лейтенант")
- Освітньо-професійна програма підготовки бакалаврів "Військово-морське управління" (підпрограми "Управління кораблями" та "Корабельна механіка") (освітньо-професійна програма підготовки бакалаврів за спеціальністю "Військово-морське управління" та професійно-кваліфікаційний рівень "лейтенант")
- Освітньо-професійна програма підготовки бакалаврів "Військове управління Повітряних Сил". (Професійний ступінь бакалавра за спеціальністю "Військове управління Повітряних Сил" та професійна кваліфікація лейтенант)
- Навчальна програма другого рівня професійної вищої освіти "Командир". (Диплом про професійну вищу освіту другого рівня та професійна кваліфікація лейтенант)
- Професійна магістерська програма "Військове управління та безпека". (Професійна магістерська програма "Військове управління та безпека", програма реалізується у співпраці з Балтійським оборонним коледжем (м. Тарту, Естонія). Програма відкрита для старших офіцерів з Латвії та країн-членів Організації Північноатлантичного договору, Партнерства заради миру

## Кар'єрні/кваліфікаційні курси
- Базовий офіцерський спеціалізований курс (для випускників з медичною, психологічною, диригентською, інформаційно-технологічною, юридичною, теологічною та фармацевтичною освітою)
- Курс командирів Національної гвардії (для офіцерів Національної гвардії)
- Міжнародний військово-морський командно-штабний курс для офіцерів
- Середній командно-штабний офіцерський курс
- Спеціалізований курс для старшого офіцерського складу